# إيمي بيلي
إيمي بيلي (بالإنجليزية: Amy Bailey)‏ هي سفرجات وصحفية جامايكية، ولدت في 27 نوفمبر 1895، وتوفيت في 3 أكتوبر 1990 في كينغستون في جامايكا.